# Prawomir
Prawomir – herb szlachecki.

## Opis herbu
W polu błękitnym – pod złotą wagą o dwóch talerzach – pióro gęsie do pisania lewo-ukośnie na krzyż z mieczem rekojeścią na dół prawo-ukośnie zwróconym. Nad hełmem w koronie – pół orła białego z gałązką oliwną o trzech listkach w dziobie.
Dewiza herbowa – Lex et labor (Prawo i praca)

## Najwcześniejsze wzmianki
Po raz pierwszy i jedyny nadany w 1823 r. przez cara Rosji i króla polskiego Aleksandra I (nobilitowanym był Antoni Rzempołuski (1784 – 1852).

## Herbowni
Rzempołuski (vel Rzempołowski)